# كائن ثنائي كبير
الكائن الثنائي الكبير ( بالإنجليزية Binary large object) هو نوع من البيانات يَسمح بتخزين البيانات الثنائية (غالبًا ملفات الصور أو الصوت أو الفيديو) في حقل جدول قاعدة البيانات. في عالم البرمجيات الحرة ، يُعدُّ الكائن الثنائي الكبيرمُصطلحًا مَهِينًا يُشارمن خلاله إلى برنامج التشغيل كملف كائن في النواة الحرة لنظام التشغيل حتى لا يتم الكشف عن الكود المصدري للبرنامج.
يمكن العثور على هذه الكائنات الثنائية الكبيرة في أنظمة نت بي إس دي وفري بي ‌إس ‌دي و DragonFly BSD ومعظم توزيعات لينكس. من ناحية أخرى ، يرفضهم مشروع أوبن بي إس دي لأسباب تتعلق بالصيانة والأمن ولكن أيضًا بسبب عدم توافقهم مع مفهوم البرمجيات الحرة. تعارض مؤسسة البرمجيات الحرة بشدة استخدام هذه النقاط وتروج لنسخة منقحة من نواة لينكس1: لينكس ليبرا.